# Clark megye (Arkansas)
Clark megye az Amerikai Egyesült Államokban, azon belül Arkansas államban található. Megyeszékhelye és legnagyobb városa Arkadelphia. Lakosainak száma 21 446 fő (2020. április 1.). Clark megye Ouachita, Hot Spring, Dallas, Nevada, Pike és Montgomery megyékkel határos.

## Népesség
A megye népességének változása:
| Lakosok száma | 22 948 | 22 957 | 22 811 | 22 743 | 22 633 | 21 446 |
|               | 2010   | 2011   | 2012   | 2013   | 2015   | 2020   |